# Sigma 105mm f/2.8 EX DG
Sigma 105mm f/2.8 EX DG je makro objekiv podjetja Sigma. Objektiv izdelujejo s štirimi nastavki; Sigma SA, Canon EF, 4/3, Pentax Kt, Minolta A ter Nikon F